# 天野家次
天野 家次（あまの いえつぐ）は、安土桃山時代の武将、徳川氏の家臣。

## 生涯
徳川家康に仕え、三河栗木村（岡崎市）に300石を領した。名の一字（「家」あるいは「康」）は家康からの拝領で、また普請奉行・郡奉行・評定衆を歴任し、陣奉行・斥候・武将としても働きがあった。家康の新居である浜松城、駿府城の普請奉行をいずれも務め、1,500石を加増された。のち徳川秀忠付きとなり、慶長4年（1599年）江戸城西ノ丸の普請奉行を務めたが、同年勘気を蒙って所領を没収された。戦場では常に紺地に蛇の目の指物を用いたという。
姉川の戦いに長男定武を、三方ヶ原の戦いに次男定季を失っていたため、宇野政次の次男次吉と三男政勝を養子としていたが、父に連座していずれも追放となり、また政勝は断絶していた宇野姓を称したため天野氏の名跡は絶えた。ただし政勝の子政吉が小河氏と称して再び旗本として出仕し、その祭祀を再興させている。